# Breiðdalur

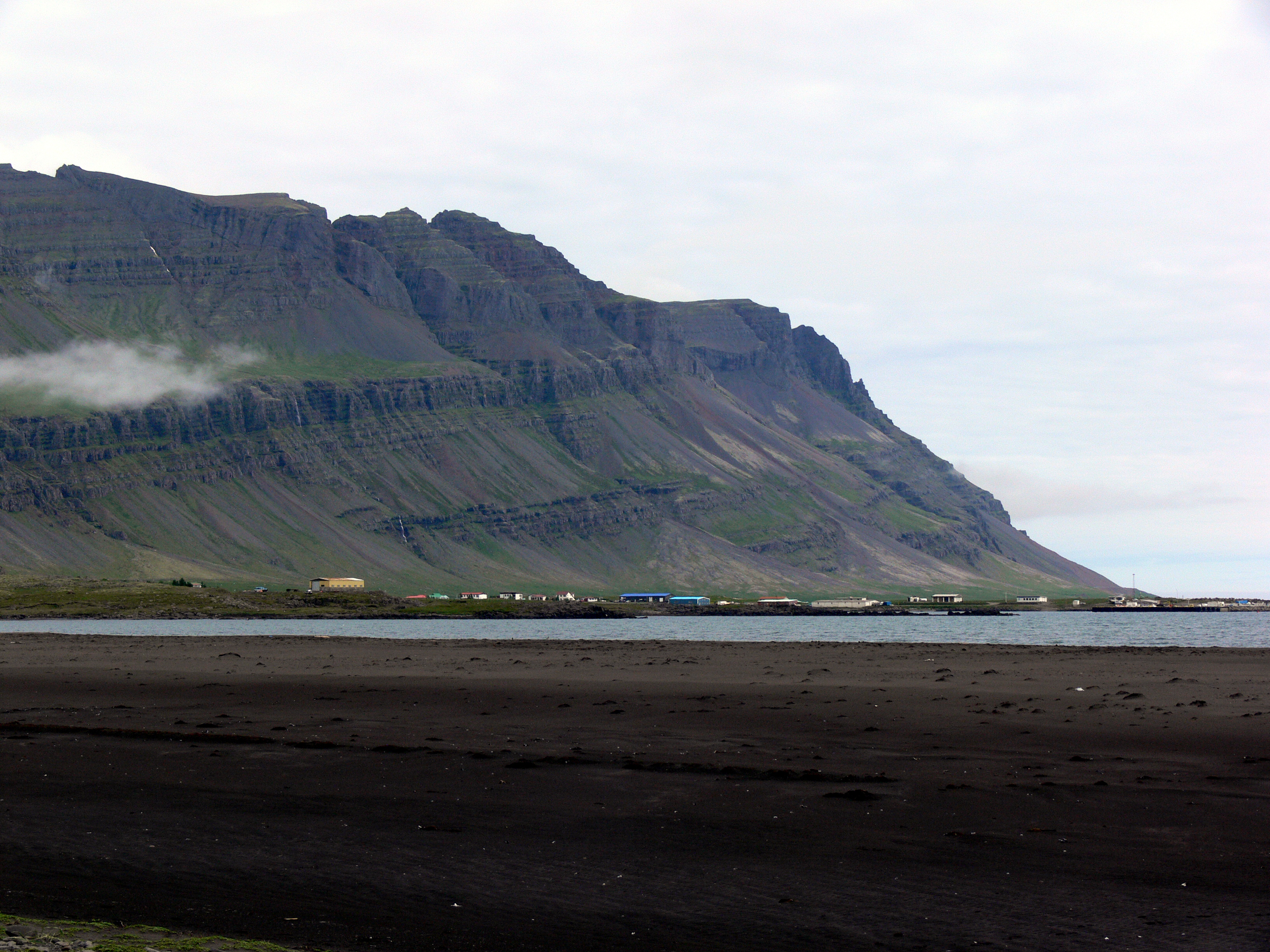
Breiðdalsvík

Breiðdalsvík

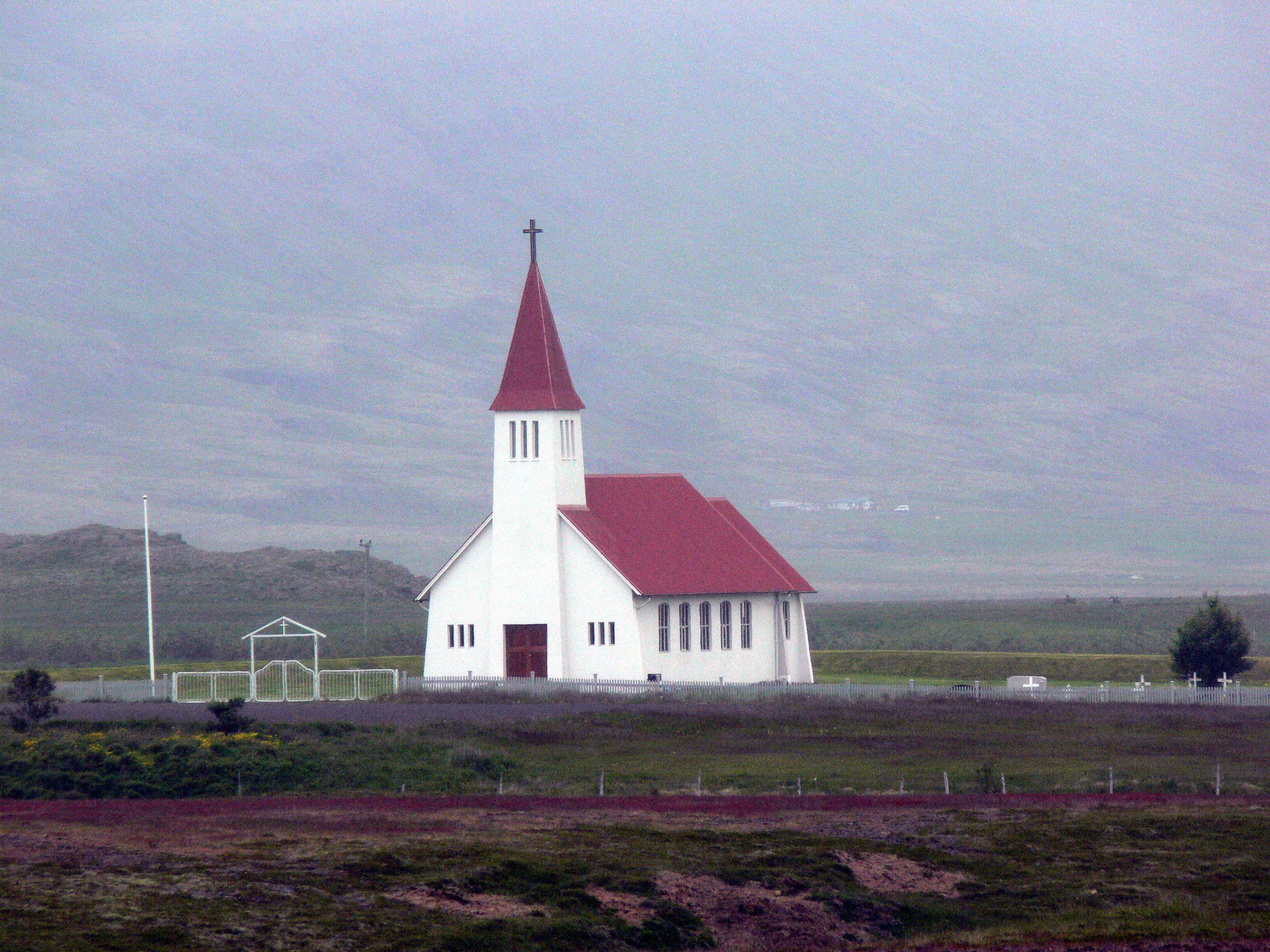
Heydalakirkja

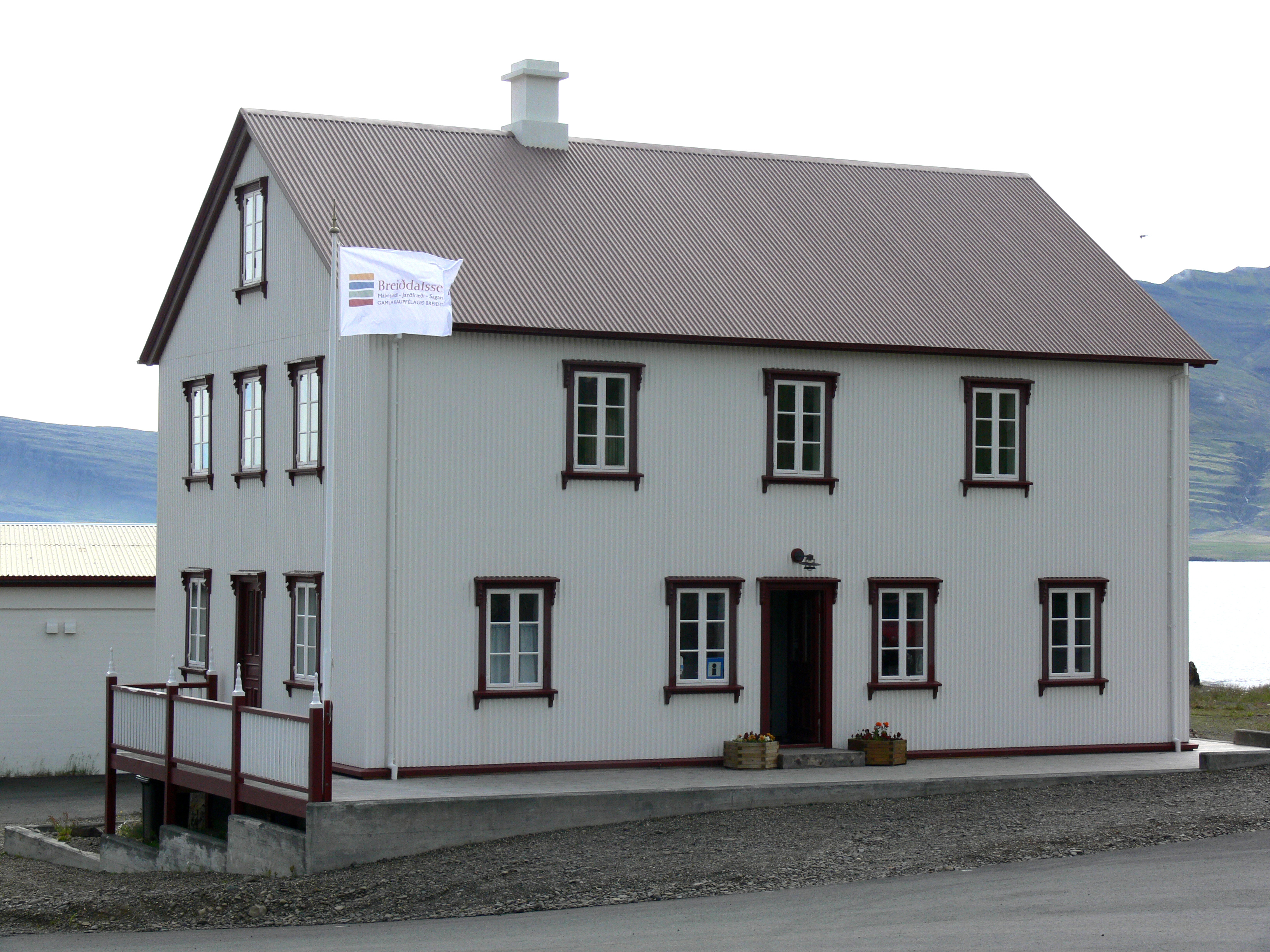
Ehem. Kaupfélagið, heute Museum

Die Landgemeinde Breiðdalur (isländisch Breiðdalshreppur) liegt im Osten Islands in der Region Austurland. Im März 2018 wurde sie in die Gemeinde Fjarðabyggð eingemeindet.
Am 1. Januar 2011 hatte die Gemeinde 199 Einwohner.

## Lage, Geographie und Name
Die Gemeinde gehört zu der Region der isländischen Ostfjorde. Sie liegt zwischen dem Fjord Berufjörður im Westen und dem Stöðvarfjörður im Osten größtenteils in dem gleichnamigen breiten Tal, Breiðdalur, daher der Name. Das Tal ist umgeben von bis zu 1.100 m bzw. 1.200 m hohen Bergen.

### Das Tal Breiðdalur
Beim Breiðdalur handelt es sich um das größte Tal in den Gebirgszügen der isländischen Ostfjorde. Es hat eine Länge von 35 bis 40 km und eine Breite von bis zu 8 bis 10 km.
In der Mitte des Tales befinden sich Anhöhen, die den früheren Küstenverlauf andeuten.
Das Tal ist grün, Erosion sieht man kaum, dagegen etliche Wäldchen.
Unten zum Meer zu liegt eine breite schüsselförmige Ebene, die sich auf die Berge zu in ein breiteres südliches und ein schmales nördliches Tal aufspaltet, Suðurdalur und Norðurdalur. In beiden Tälern liegen etliche Höfe, die zur Gemeinde gehören.
Westlich von Breiðdalsvík steht auf dem Hof Heydalir die am 13. Juli 1975 nach achtzehnjähriger Bauzeit (mit Unterbrechungen) geweihte Kirche Heydalakirkja mit einem Retabel von 1865, das von dem dänischen Maler Carl Rudolph Fiebig (1812–1874) gestaltet wurde und die Kreuzigung darstellt. Die 1856 erbaute Vorgängerkirche, die am 13. Juli 1975 profaniert worden war, brannte am 17. Juni 1982 ab, wobei auch Kanzel, Altar und andere wertvolle Einrichtungsgegenstände den Flammen zum Opfer fielen.

### Die Bucht Breiðdalsvík
Die Bucht gilt als schwierig zu befahren, weil sich in ihr zahlreiche Schären und Untiefen befinden. Zudem gibt es starke Strömungen.
In der Bucht Breiðdalsvík, nach der der an ihre gelegene Hauptort der Gemeinde benannt ist, liegen einige kleine Inseln. Auf ihnen befinden sich Nester der Eiderenten, deren Daunen die Bauern der Umgebung verkaufen und so als Zubrot nutzen. In früheren Zeiten wurden dort auch Seehunde gejagt.

### Geologie der Gegend
Im Hintergrund der Bucht stand in der Eiszeit ein inzwischen erkalteter großer Zentralvulkan, der Breiðdalsvulkan, der vor ca. 6–7 Mill. Jahren aktiv war und die Berge der Umgebung bildete.
Wie die Ostfjorde insgesamt wurde auch er von den Gletschern der Eiszeit stark erodiert, was das an alpine Landschaften erinnernde Aussehen der Gegend erklärt.

## Verkehrsanbindung
Breiðdalsvík ist über die Ringstraße  mit Reykjavík verbunden. Die Entfernung zur Hauptstadt beträgt 617 Kilometer, zum nächstgrößeren Ort in südwestlicher Richtung, Djúpivogur, etwa 65 Kilometer.
Beim Ort biegt der Skriðdals- og Breiðdalsvegur  von der Ringstraße nach Norden ab durch das Landesinnere, wo man über die Passstraße Breiðdalsheiði die Stadt Egilsstaðir erreichen kann. Der frühere Suðurfjarðavegur  ist im November 2017 zur Ringstraße umgewidmet worden, die an der Küste entlang nach Norden in den Stöðvarfjörður und weiter führt. In Richtung Südwesten führt der Gegenrichtung die Ringstraße in den Berufjörður und nach Djúpivogur.

## Hofseigenes Elektrizitätswerk
Wie in anderen Gegenden Islands auch, z. B. weiter westlich beim Hof Smyrlabjörg, findet sich hier ein kleines Elektrizitätswerk, das einen Hof mit Strom versorgt. Es handelt sich hierbei um den Hof Þorgrímsstaðir, der ganz innen im Tal bei der Auffahrt auf die Breiðdalsheiði gelegen ist. Das Wasser überwindet hier die größte Fallhöhe aller derartiger Elektrizitätswerke Islands, nämlich 225 m.

## Einwohnerentwicklung
Wie inzwischen die meisten Gebiete Islands außer dem Südwesten rund um die Hauptstadt Reykjavík war Breiðdalur von starker Landflucht betroffen. Von 1997 bis 2005 betrug der Bevölkerungsrückgang 23 %. Seither ist ein leichter Bevölkerungsanstieg zu verzeichnen, der sich 2007 aber wieder umkehrt.
| Datum         | Einwohner |
| ------------- | --------- |
| 1. Dez. 1997: | 300       |
| 1. Dez. 2003: | 258       |
| 1. Dez. 2004: | 249       |
| 1. Dez. 2005: | 232       |
| 1. Dez. 2006: | 244       |
| 1. Dez. 2007: | 218       |
| 1. Dez. 2008: | 197       |
| 1. Dez. 2009: | 209       |
| 1. Dez. 2010: | 205       |